# Hajraa
E.S.V.V. Hajraa is een volleybalvereniging voor studenten in Eindhoven. In 1957 wordt direct na de oprichting van de Technische Hogeschool Eindhoven het initiatief genomen een volleybalvereniging op te richten. In 1959 werden de statuten voor het eerst opgesteld en de definitieve naam aangenomen. Hajraa was toen nog een ondervereniging van het Eindhovens Studenten Corps, maar in de jaren 60 volgt een discussie over afscheiding van het E.S.C. Deze werd definitief in 1973 en heden ten dage is slechts in het logo de oorspronkelijke band terug te vinden.
De naam Hajraa komt voort uit het Hongaars. Aanmoedigingen tijdens competitiewedstrijden van een enthousiaste (Hongaarse) supporter met Huj Huj Hajraa (fonetisch) maakten indruk op de leden en gaven de club de uiteindelijke naam. De vereniging bestaat uit negen herenteams en tien damesteams, welke allemaal minstens twee keer in de week trainen en competitie spelen bij de Nevobo. In 2022 speelden zowel de heren als de dames van vierde klasse tot en met tweede divisie. De teams zijn volledig gevuld met studenten van de TU/e, Fontys Hogescholen en andere hogescholen en universiteiten woonachtig in Eindhoven en omstreken.

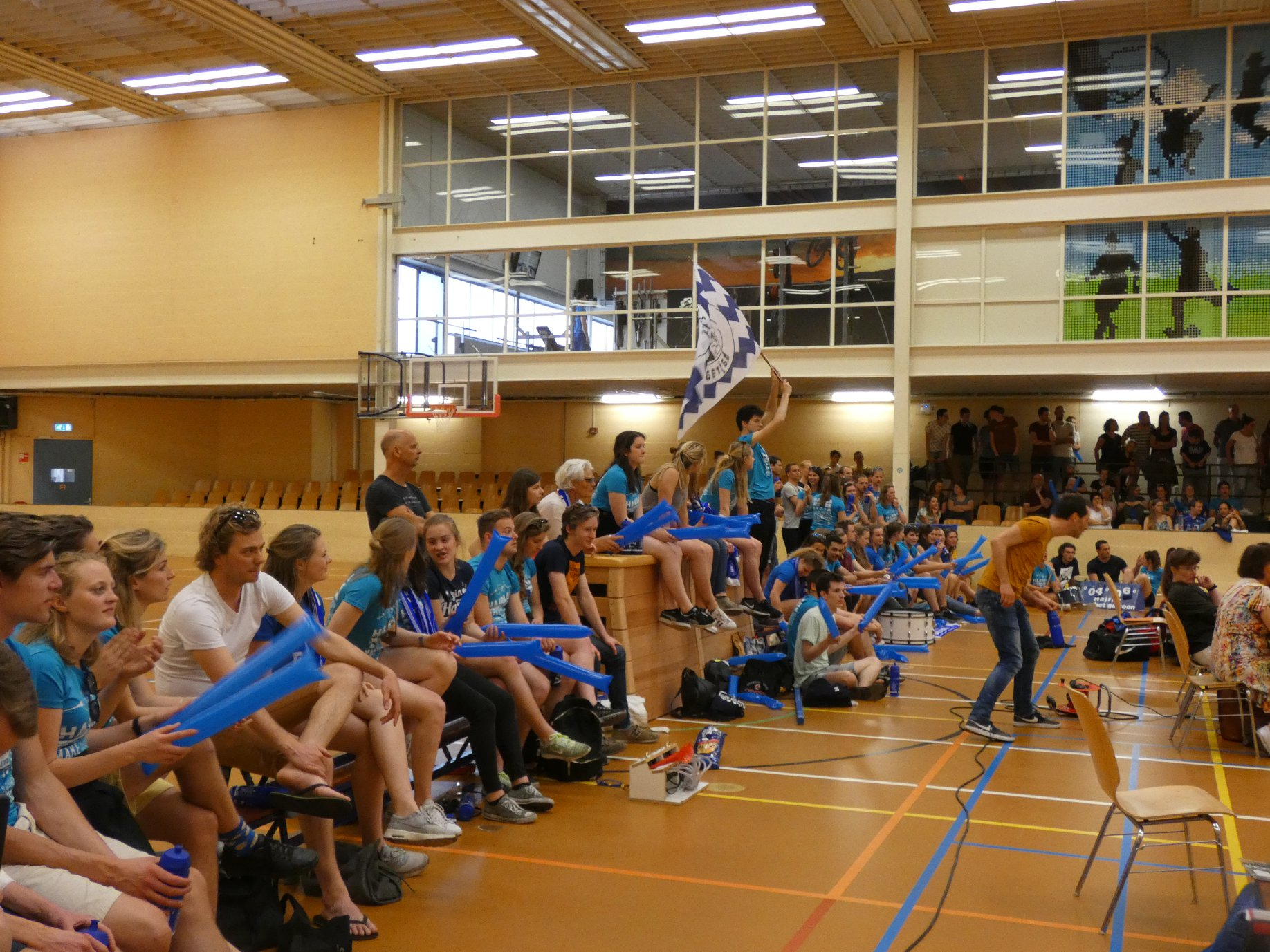
PD-wedstrijden 2019 (wedstrijden die bepalen of een team promoveert of degradeert)

Buiten het volleyballen om is Hajraa een actieve studentenvereniging die tal van activiteiten organiseert. Denk hierbij aan een Ardennen-weekend, een kanopolo-middag of een feestavond. Ook zijn de leden vaak (al dan niet luidruchtig) te horen als supporter bij een van de wedstrijden.

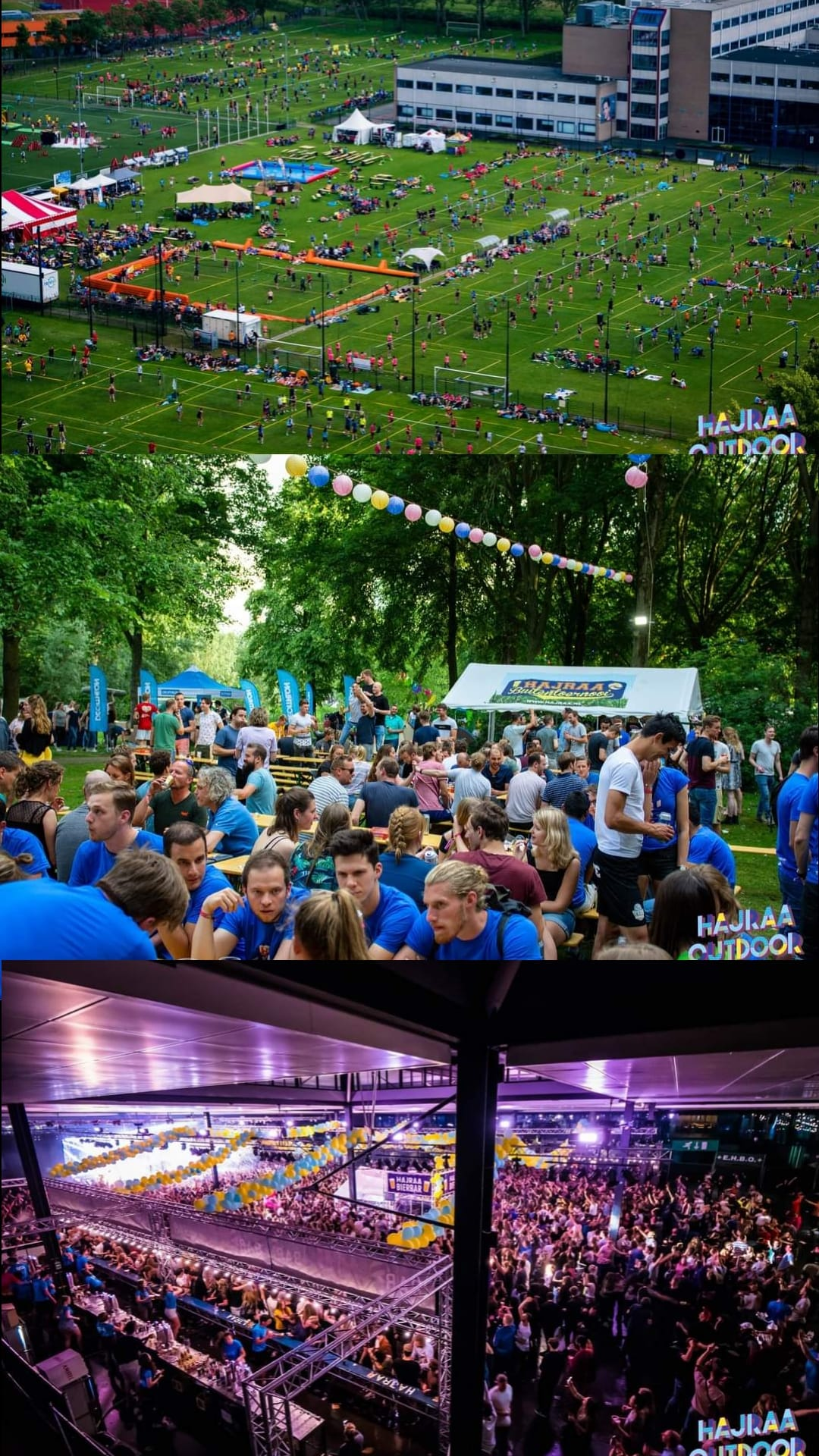
Hajraa Buitentoernooi

Naast het uitkomen in de nationale volleybalcompetitie haalt de vereniging ook veel naamsbekendheid uit het Hajraa Buitentoernooi. Dit is een grasvolleybaltoernooi waar elk jaar ruim 5000 mensen vanuit de hele wereld naartoe gaan om te volleyballen en feest te vieren. Naast het buitentoernooi organiseert Hajraa ook elk jaar een binnentoernooi. Dit toernooi vindt in september in een zaal plaats. Hier komen jaarlijks zo'n 500 volleyballers op af om zich voor te bereiden op de competitie.